# Total Overdose
Total Overdose（Total Overdose: A Gunslinger's Tale in Mexico）は、デンマークのデッドライン・ゲームズが開発し、アイドス・インタラクティブが2005年9月に発売した、クライムアクションゲームである。対応機種は、PS2、Xbox、PCである。

## 概要
- 舞台はメキシコ。砂漠、市街地、港、スクラップ工場、アメリカ＝メキシコ国境が存在する。
- オープンワールド型である。

## ゲームシステム
- メキシコを舞台とした オープンワールド型で、エリア内を自由に移動しながら様々な任務を請負うことになる。
- タクシーの利用が可能。
- 銃器は麻薬カルテルのメンバーや軍人を殺害した際に拾える他、市街地に数ヶ所ある自動販売機から入手できる。

## ストーリー
主人公であるRamiro Cruzeの父親は麻薬取締局(DEA)の捜査官だったが麻薬カルテルと癒着している同僚に殺害され、同じ職場に勤務する彼の兄が事件捜査中に負傷してしまいCruzeが代わりに父親の復讐と事件の真相にせまることになる。

## 登場人物
- Ramiro "Ram" Cruz

本作の主人公。過去に刑務所に服役していて、前科がある。
- Tomas "Tommy" Cruz

Ramとは双子の兄弟である。2つ目のミッションで彼を操作することになる。幹部としてDEAに勤務している。任務中に脚を怪我して、弟のRam" Cruzに捜査協力を要請する。
- Ernesto Cruz

ラミロとトミーの父親でDEAに勤務していたが、麻薬カルテルに殺害される。一番初めのミッションで彼を操作する。
- Papa Muerte

正体不明な人物。
- Commander Trust

トミーの上司。Ramにも任務を依頼する。
- Marco the Rat

ジャンクヤードにいる、モラレス・カルテルのメンバー。ストーリー序盤で、ラミに命を助けられて以降、ラミの手助けをする。また、航空機の操縦をすることができる。主人公のことを「アミーゴ」と呼ぶ。
- Cesar Morales

モラレス・カルテルのリーダー。
- エンジェル

女性。表向き、Cesar Moralesの部下だが、DAEの職員の模様。ストーリー中盤から、主人公に協力し、色々と麻薬カルテルの情報を提供するが、ストーリー終盤、ジョンソンに誘拐され走行する列車に貼り付けられるが最後は主人公に助けられる。
- Special Agent Johnson

エルネストの相棒。DAEのベテラン・エージェントだが、麻薬カルテルと繋がっていて、エルネストを殺害した殺人犯。ストーリー終盤では自分の勤務先であるDEAの襲撃を行い、ビルを爆破しようとしたが、主人公に阻止され、最後は列車で逃亡するも、メキシコ空軍によって爆破された橋から、車両ごと転落し死亡する。
- General Montanez

メキシコ軍の幹部だが、不正に手を染めている。現在、CIAとDEAと協力して仕事をしている。裏では、Papa Muerteと繋がっている。
- Elvez Gonzales

自動車のセールスマンでCesar Moralesの友人である。モラレスを手助けしている。

## ギャング
- Morientes gang

ギャング集団。主人公はチャレンジでこのメンバーを殺害することになる。
- The Virgillos

メキシコ・麻薬カルテルの一つ。リーダーはJoey Virgilloで従兄弟（又は兄弟）のRico Virgilloと一緒にビジネスを行っている。彼らは、農場、牧場に暮らしていると共に、麻薬を保管している。このメンバーとは、ストーリー前半で、Los Torosにあるガスステーションで銃激戦を行うことになる。
- Papa Muerte's Gang

リーダーは、Papa Muerte。巨大な組織で、肉工場、Zona Industrial（Los Toros ）、Elvez's Car Dealership、Elvez's House、ジャングルにあるメキシコ軍駐屯地を拠点としている。
- Morales Cartel

Los Torosの麻薬カルテル。リーダーは、Cesar Morales。
- Elvez Cartel

リーダーは、裕福な自動車販売会社社長のエルベス・ゴンザレス。彼らは、自動車と武器の違法売買を行っている。
- Corrupt Military

リーダーはメキシコ軍の幹部であるGeneral Montanez。ジャングルにある、軍駐屯地を拠点にしている。
- Corrupt Police

メンデスという巡査が、リーダーである。
- Corrupt DEA

リーダーは、Special Agentであるジョンソン。身内のDEAを裏切り、ラミロとトミーの父親であるErnesto Cruzを殺害した張本人。

## ロス・トロ市
- 本作の舞台となるメキシコの都市。ミッションのみしか行けない場所がある

### セントラル・ビジネス地区
- ロス・トロ市の中心であるダウンタウン。エリア内には警察署がある。

### エンジェル・アパートメント
- メキシコとアメリカの国境近くにある、エンジェルの住まい。セーブ場所でもある。ストーリー終了後も、隠れ家として使用可能。周囲は砂漠地帯。

### Industrial Park
工業地帯。

### ジャンク・ヤード
廃車場。マルコの住まいがある場所。

### メキシコ・アメリカ国境
- ミッション終盤で行くことになる。

## 登場武器
武器ショップは無く、弾薬の補充は、ロストロス市内にある武器が入っている自動販売機から入手する他、敵を殺害した際に彼らが武器を落とすので、それを拾うことが出来る。

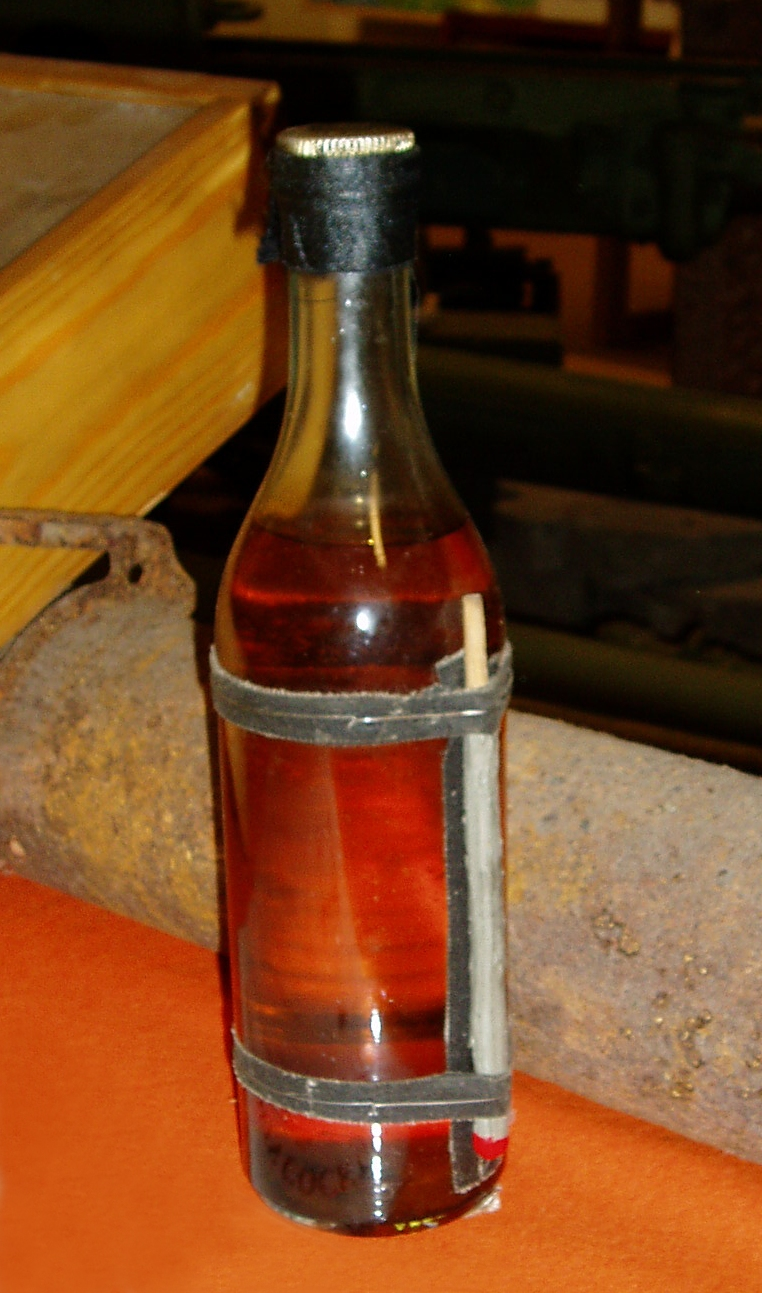
火炎瓶

- 手持ちの武器

アイロンバー、野球バット、桑
- 拳銃

一般の銃。
- マグナム

殺傷能力が高い。
- スワンオフ・ショットガン

- コンバット・ショットガン

殺傷能力が高い。
- サブ・マシンガン(SMG)

MP5、ウージーがある。
- ライフル

ハンティング・ライフル。
- アサルト・ライフル

AK47とM4。
- 手榴弾と爆薬

手榴弾、ダイナマイト、火炎瓶
- グレネード・ランチャー

破壊力と殺傷力が高い。
- ロケット・ランチャー

バズーカ。撃たれるとダメージが大きいが、逆にこれを使用すると、敵を一撃で死亡させることができる他、車両や建物等の破壊も容易。
- 銃座

メキシコ軍基地に設置してある。殺傷力が非常に高い。

## 登場車両
- ガレージに所有することはできない。

### 自動車

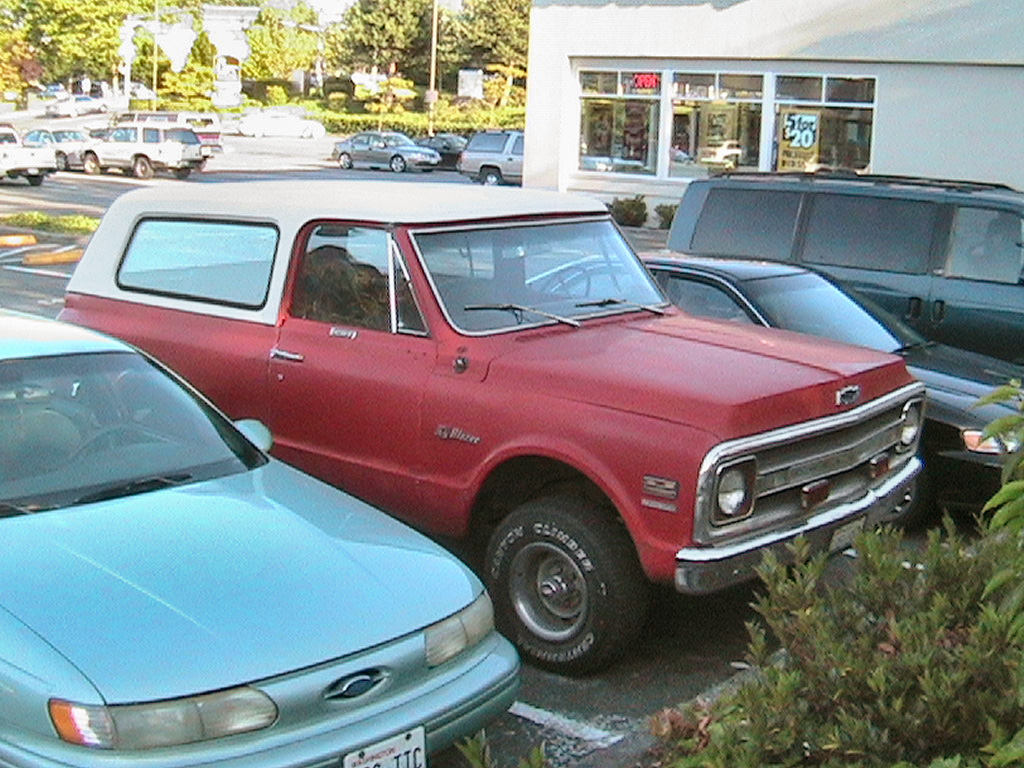
初代ブレイザー

- 1983 マーキュリー・グランドマーキー[2]

メキシコ警察、一般車両、タクシーとして登場する。
- 1983 シボレー・カプリス

ステーションワゴン。
- 1975 フォード・エコノライン

一般車両が登場する。
- 1988 リンカーン・コンチネンタル

メキシコ警察、一般車両、タクシー仕様がある。
- 1971 GMC Vandura

メキシコ警察、DEA、救急車、一般仕様。
- 1984 ポンティアック・トランザム

スポーツカー。
- ケンワース・ニードル・ノーズ

大型トレーラー。国境ゲートに駐車されている他にミッションでも登場する。
- International Harvester Transtar

大型タンクローリー。一部ミッションで登場し破壊することになる。
- 1954 シボレー・3800

レッカー車。ミッションでも使用。
- シボレー・ブレイザー

DEAが使用。
- シボレー・Cheyenne

上記に同じ。
- シボレー・CUCV M-1009

メキシコ軍兵士が使用しているピックアップトラック。
- AM General M-35

メキシコ軍が使用している大型軍用トラック。
- 1957 ダッチ・D-300

ピックアップ・トラックとタンクローリー仕様がある。
- 1975 シボレー・El エルカミーノ

主人公がミッションの一つで使用するテクニカル仕様。
- テクニカル

麻薬カルテル、メキシコ軍が使用。主人公もミッションの一つで使用するほか、通常の任務でも使うことができる。
- Clark

フォークリフト。港に止まっている。一つのミッションでも使用する。
- Ford 8N

農業用トラクター。農村地帯に止まっている。

### バイク
- ヤマハ・DT 200

ダートバイク。
- ピアジオ・ベスパ

後ろが売店になっている小型スクーター。

## 特別車両
ミッションや、フリーライドで見かけることが出来る。
- Joey Virgilio's "Conquistador"

赤と、黒のストライプカラーのスポーツカー。ニックネームは、"DeLoros" で、モデルは、DeLorean Motor Car。
- Caesar Morales' Orange Dirtbike

モラレスを殺害し、脱出する際に乗ることになるダート・バイク。
- Angel's Purple And Flame Pickup

フリーライドで見かけることが出来る。
- Marco's Tow Truck

ミッションで、使用することになる。マルコ所有のスクラップ場に置いてある。
- Police Cars

ストーリー最終で登場。
- DEA and Military SUVs

ストーリー終盤で登場。

## サウンドトラック
Molotov (band)
- Que No Te Haga Bobo Jacobo(メインメニュー)
- Karmara
- Molotov Cocktail Party
- Matate Tete
- Step Off
- Cerdo
- No Manches Mi Vida
- Apocalypshit
- El Mundo
- Crazy Gringo

Contro
- Humanos Mexicanos
- Comprendes Mendes?
- Cheve

Delinquent Habits
- Beijing
- Downtown
- Freedom Band
- House of the Rising Drum
- I can't forget it
- It's The Delinquents
- Return of the Tres (main menu music)
- Sick Syde Drop
- Station 13
- This is L.A.
- Hey Tell 'Em

他
- El Rey- by José Alfredo Jiménez
- La Cucaracha- by Alvero Gomez Oruzco
- Duelo de Pistolas- by Steven John
- Mexican Nights- by David Snell
- Rio Grande- by David Snell

## 声優
Angel/ Hooker - Yeni Alvares
Cesar Morales / Papa Muerte (voice) (as Simon Isaacson) -  Simon Prescott
2nd In Command / Truck Driver - Carlos Carrillo
Tommy / Ram / Ernesto (voice) (Daniel E. Mora Jr.) - Daniel E. Mora
Johnson / Montanez - Frank Davids
Trust / Elvez / Agent Pierson / Montanez 2 - Paul Eiding
Hooker 2 - Claudia Velarde

### Additional
- VoicesManuel Espasandin、Soren Trautner Madsen、Anders Thernoes Jensen、Henrik Lunardi Weide、Jonas Chonovitsch、 Katrin Lyngby Kristensen, Rob Peterson、Kate Orsini。

## Chili Con Carnage
- 外伝版の作品で北米では、2007年2月に発売された。ステージ・クリア型で対応機種はPSPのみ。
- 主人公をはじめ、登場人物は本作品とほぼ同じである。